# Карл-Юган Юнссон
Карл-Юган Юнссон (швед. Karl-Johan Johnsson; нар. 28 січня 1990, Реннеслев) — шведський футболіст, воротар французького клубу «Бордо». Найкращий воротар Данії 2015 року.

## Клубна кар'єра
Народився 28 січня 1990 року у місті Реннеслев. Вихованець юнацьких команд футбольних клубів «Реннеслев» та «Гальмстад». 30 серпня 2009 року у матчі проти «Геккена» він дебютував у Алсвенскан-лізі у складі останнього. У 2011 році Карл-Юхан завоював місце основного воротаря команди, але того ж сезону команда зайняла 16 місце і вилетіла в другий дивізіон, де Юнссон також був основним у сезоні 2012 і допоміг команді через плей-оф повернути місце в елітному дивізіоні.
На початку 2013 року його контракт з рідним клубом закінчився і Юнссон підписав угоду з нідерландським «Неймегеном». 12 травня в матчі проти «Валвейка» він дебютував у Ередівізі. Цей матч так і залишився єдиним для гравця за клуб у чемпіонаті сезону 2012/13, а у наступному сезоні Юнссон став основним воротарем команди, яка, втім зайняла 17 місце і вилетіла з вищого дивізіону.
Влітку 2014 року Юнссон перейшов у данський «Раннерс». 21 липня в матчі проти «Есб'єрга» він дебютував у данській Суперлізі. У 2015 році Карл-Юган був визнаний найкращим воротарем чемпіонату.
Влітку 2016 року Юнссон перейшов у французький «Генгам». 12 серпня в матчі проти «Монако» він дебютував у Лізі 1. Станом на 15 червня 2018 року відіграв за команду з Генгама 74 матчі в національному чемпіонаті.

## Виступи за збірні
2007 року дебютував у складі юнацької збірної Швеції, взяв участь у 4 іграх на юнацькому рівні.
Протягом 2009—2012 років залучався до складу молодіжної збірної Швеції. На молодіжному рівні зіграв у 17 офіційних матчах, пропустив 1 гол.
У січні 2012 року дебютував в офіційних іграх у складі національної збірної Швеції в товариському матчі проти збірної Катару.
У складі збірної був учасником чемпіонату світу 2018 року у Росії.

## Титули і досягнення
- Чемпіон Данії (2):

«Копенгаген»: 2021-22, 2022-23
- Володар Кубка Данії (1):

«Копенгаген»: 2022-23